# Kleinbahn

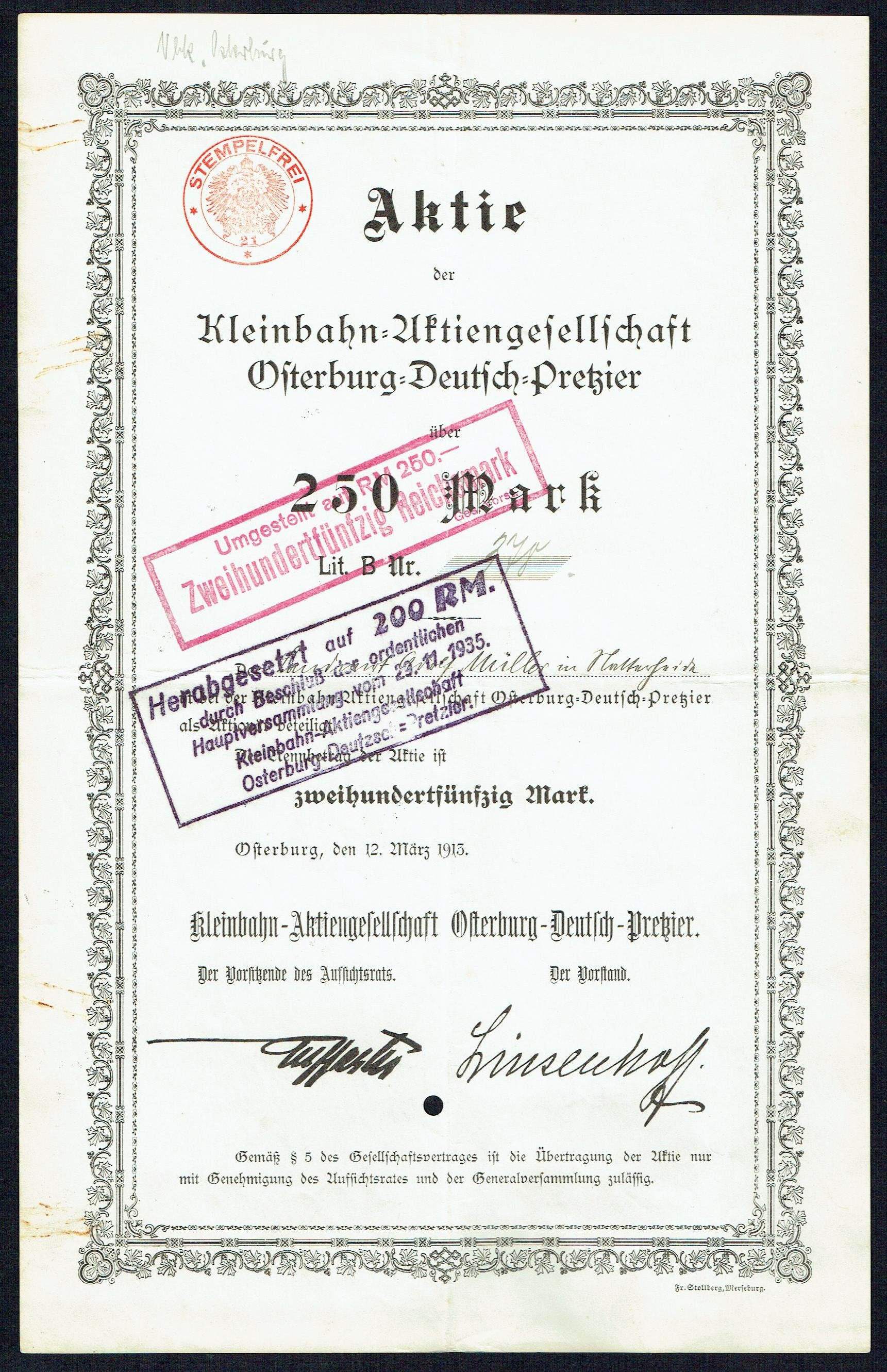
Die Aktiengesellschaft wurde als Gesellschaftsform bei mehreren Kleinbahnen verwendet, wie z. B. bei der Kleinbahn-AG Osterburg-Deutsch-Pretzier

Als Kleinbahn oder seltener Tertiärbahn – das heißt eine Bahn dritter Ordnung oder Bahn niederer Ordnung – wurde insbesondere in Preußen und Österreich eine Eisenbahn definiert, „welche wegen ihrer geringen Bedeutung für den allgemeinen Eisenbahnverkehr“ hinsichtlich Bau und Betriebsführung weniger strengen Anforderungen unterliegt als eine Hauptbahn und eine Nebenbahn. 
Anders als auf Haupt- und Nebenbahnen bestanden auf Kleinbahnen beschränkte Verkehrsbefugnisse. So konnten Frachten auf Kleinbahnen nicht auf andere Bahnen abgefertigt werden und galten Fahrkarten nicht über die Kleinbahn(en) hinaus. Üblicherweise war außerdem ein Durchgangsverkehr von Güterzügen und Personenzügen über regelspurige Kleinbahnen untersagt (in Kriegsjahren punktuell aufgehoben). 
Kleinbahnen konnten wahlweise schmal- oder regelspurig ausgeführt werden, da Kleinbahn per definitionem de jure kein Synonym für Schmalspurbahn ist. 
Auch für das öffentliche Bauwesen oder für Industriebetriebe gebauten Bahnen werden teils als Kleinbahnen bezeichnet. Vor Einführung der Straßenbahn-Bau- und Betriebsordnung (BOStrab) im Jahr 1938 wurden insbesondere in Österreich viele Straßenbahnen als Kleinbahn konzessioniert.
Der Begriff Kleinbahn ist im „Gesetz über Kleinbahnen und Privatanschlußbahnen vom 28. Juli 1892“ (Preußisches Kleinbahngesetz) definiert, das den Bau von lokalen Bahnen durch private Unternehmen fördern sollte. Das Wort Kleinbahn wurde vom Abgeordnetenhaus mit Mehrheit anstelle einer Reihe anderer Begriffe – wie „Lokalbahn“, „Bahn unterster Ordnung“ oder „Bahn untergeordneter Bedeutung“ – festgelegt, weil es weder ein Fremdwort ist noch eine abwertende Bedeutung hat. Der Bau und Betrieb von Kleinbahnen erfolgte nach vereinfachten Vorschriften (zum Beispiel Gleise in Kies- statt Schotterbettung) und meist durch privatrechtliche Gesellschaften, an denen jedoch in zahlreichen Fällen der Staat, die Provinz oder Kommunen maßgeblich beteiligt waren. Definitorisch gehen die im Gesetz verwendeten Begriffe u. a. „Kleinbahn“ und „Bahn unterster Ordnung“ auf eine Veröffentlichung des bei der Gesetzerstellung aktiven Otto von Mühlenfels von 1891 zurück.
Bis 2005 ist das Kleinbahngesetz – außer in Berlin – überall durch neuere Landeseisenbahngesetze ersetzt worden. Die früheren Kleinbahnen waren im Gebiet der Sowjetischen Besatzungszone spätestens seit dem Übergang ihrer Betriebsführung auf die Deutsche Reichsbahn im April 1949 als Nebenbahnen klassifiziert und unterliegen damit der Eisenbahn-Bau- und Betriebsordnung. 
Das preußische Kleinbahngesetz galt in allen Territorien Preußens. In einigen anderen deutschen Ländern wie Mecklenburg, Oldenburg und Baden wurde der Begriff und die Definition „Kleinbahn“ für Bahnen von geringem Streckenumfang und geringer baulicher Größe mit beschränkten Verkehrsbefugnissen teilweise übernommen. 
Bei den in Österreich, Baden und Bayern betriebenen Lokalbahn (in Bayern auch Vizinalbahn) handelte es sich üblicherweise um keine Kleinbahnen im Sinne des preußischen Kleinbahngesetztes, sondern um Sekundärbahnen.
Auch alle ab 1881 in Sachsen errichteten Schmalspurbahnen waren Sekundärbahnen, keine Kleinbahnen.
In der Umgangssprache wird der Begriff „Kleinbahn“ häufig als Synonym für Schmalspurbahnen oder Parkeisenbahnen verwendet. Demgegenüber können Kleinbahnen sowohl in Normalspur (1435 mm) als auch in Schmalspur (für Preußen sind 1000 mm, 900 mm, 800 mm, 785 mm, 750 mm und 600 mm Spurweite belegt) ausgeführt sein.
In der Provinz Pommern wurden durch das Reichsgesetz vom 10. Juni 1940 20 bisher selbständige Kleinbahnunternehmen zu den Pommerschen Landesbahnen zusammengefasst. Große Betriebe fanden sich zumeist in den Provinzen Pommern und Ostpreußen (zumeist in Schmalspur). In Hinterpommern, im Rheinland und in Schlesien erfolgte in geringem Umfang auch elektrischer Zugbetrieb.
Die meisten deutschen Kleinbahnen sind in der Liste ehemaliger deutscher Eisenbahngesellschaften zu finden.